# Astacopsis
Astacopsis là một chi tôm hùm đất đặc hữu đảo Tasmania. Hiện tại người ta công nhận 3 loài còn sinh tồn là Astacopsis gouldi, Astacopsis franklinii và Astacopsis tricornis. Tất cả đều ở tình trạng nguy cấp hoặc sắp nguy cấp do đánh bắt trái phép, và A. gouldi được luật pháp của Australia cũng như của bang Tasmania bảo vệ. A. franklinii được tìm thấy ở miền đông của đảo, phía đông dãy núi Wellington ở phía nam qua vùng đất trung tâm tới dãy núi Asbestos (Vườn Quốc gia Narawntapu) ở phia bắc còn A. tricornis sinh sống ở miền tây, từ sông Huon ở phía nam qua rìa tây của cao nguyên trung tâm tới dãy núi Gog ở phía bắc. A. gouldi chỉ được tìm thấy trong các con sông đổ vào eo biển Bass, ngoại trừ sông Tamar.

## Các loài
| Hình ảnh | Tên khoa học          | Tên thông thường                    | Phân bố           |
| -------- | --------------------- | ----------------------------------- | ----------------- |
|          | Astacopsis gouldi     | Tôm hùm nước ngọt khổng lồ Tasmania | Miền bắc Tasmania |
|          | Astacopsis franklinii |                                     | Đông Tasmania     |
|          | Astacopsis tricornis  |                                     | Tây Tasmania      |